# Lista gmin w stanie Tamaulipas

Lokalizacja stanu Tamaulipas na mapie Meksyku

Gminy stanu Tamaulipas oznaczone kodami Meksykańskiego Instytutu Statystycznego

Meksykański stan Tamaulipas podzielony jest na 43 gmin (hiszp. municipios).
| INEGI (kod statystyczny) | Nazwa gminy        | Siedziba władz          | Liczba ludności |
| ------------------------ | ------------------ | ----------------------- | --------------- |
| 001                      | Abasolo            | Abasolo                 | 11 862          |
| 002                      | Aldama             | Aldama                  | 27 673          |
| 003                      | Altamira           | Altamira                | 162 628         |
| 004                      | Antiguo Morelos    | Antiguo Morelos         | 8 561           |
| 005                      | Burgos             | Burgos                  | 4 782           |
| 006                      | Bustamante         | Bustamante              | 7 275           |
| 007                      | Camargo            | Ciudad Camargo          | 17 587          |
| 008                      | Casas              | Casas                   | 4 123           |
| 009                      | Ciudad Madero      | Ciudad Madero           | 193 045         |
| 010                      | Cruillas           | Cruillas                | 2 268           |
| 011                      | Gómez Farías       | Gómez Farías            | 8 484           |
| 012                      | González           | González                | 40 946          |
| 013                      | Güémez             | Güémez                  | 14 424          |
| 014                      | Guerrero           | Nueva Ciudad Guerrero   | 3 861           |
| 015                      | Gustavo Díaz Ordaz | Gustavo Díaz Ordaz      | 15 028          |
| 016                      | Hidalgo            | Villa de Hidalgo        | 23 357          |
| 017                      | Juamave            | Juamave                 | 14 021          |
| 018                      | Jiménez            | Santander Jiménez       | 8 230           |
| 019                      | Llera              | Llera                   | 17 317          |
| 020                      | Mainero            | Mainero                 | 2 465           |
| 021                      | El Mante           | Ciudad Mante            | 112 061         |
| 022                      | Matamoros          | Matamoros               | 462 157         |
| 023                      | Méndez             | Méndez                  | 4 785           |
| 024                      | Mier               | Ciudad Mier             | 6 539           |
| 025                      | Miguel Alemán      | Ciudad Miguel Alemán    | 24 020          |
| 026                      | Miquihuana         | Miquihuana              | 3 390           |
| 027                      | Nuevo Laredo       | Nuevo Laredo            | 355 827         |
| 028                      | Nuevo Morelos      | Nuevo Morelos           | 3 051           |
| 029                      | Ocampo             | Ocampo                  | 12 477          |
| 030                      | Padilla            | Villa de Padilla        | 12 609          |
| 031                      | Palmillas          | Villa de Palmillas      | 1 603           |
| 032                      | Reynosa            | Reynosa                 | 526 888         |
| 033                      | Río Bravo          | Río Bravo               | 106 842         |
| 034                      | San Carlos         | San Carlos              | 9 261           |
| 035                      | San Fernando       | San Fernando            | 57 756          |
| 036                      | San Nicolás        | San Nicolás             | 1 044           |
| 037                      | Soto la Marina     | Villa Soto la Marina    | 22 826          |
| 038                      | Tampico            | Tampico                 | 303 924         |
| 039                      | Tula               | Tula                    | 25 687          |
| 040                      | Valle Hermoso      | Ciudad de Valle Hermoso | 63 193          |
| 041                      | Victoria           | Ciudad Victoria         | 293 044         |
| 042                      | Villagrán          | Villagrán               | 6 457           |
| 043                      | Xicoténcatl        | Xicoténcatl             | 21 877          |